# هفت هندی
هفت هندی (انگلیسی: Seven Indians) یک فیلم هندی به کارگردانی خواجه احمد عباس و محصول سال ۱۹۶۹ است.